# Ависская династия

Герб Ависского дома

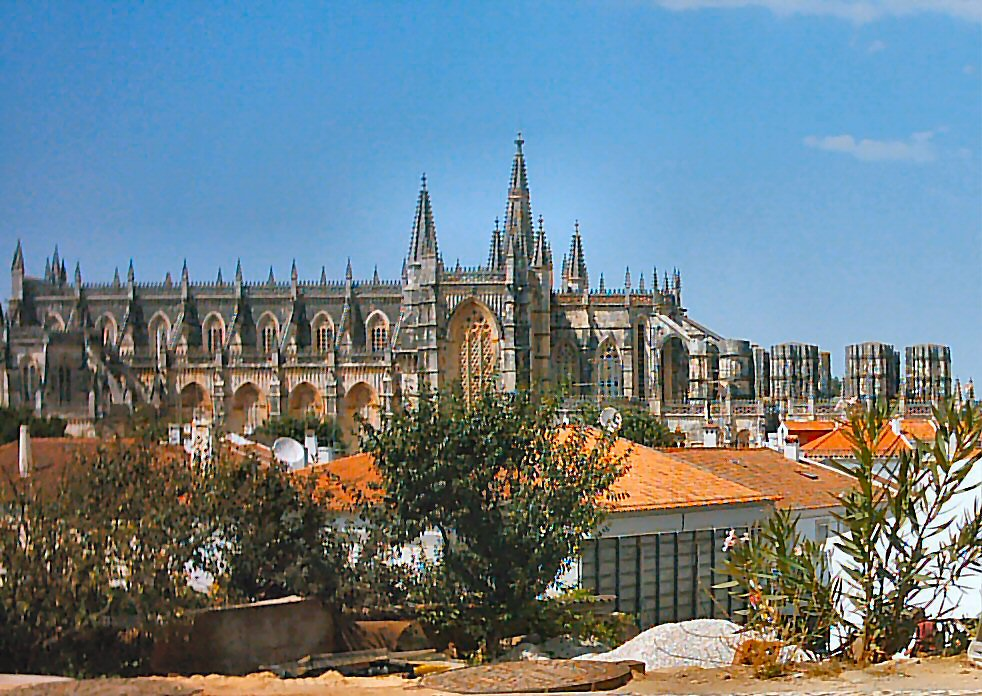
Монастырь в Баталье — усыпальница королей Ависской династии.

Ависская династия (Aviz, Avis) — династия португальских королей (1385—1580). Боковая ветвь Бургундской династии и, следовательно, Капетингов. Основатель династии Жуан I — внебрачный сын короля Педру I от благородной галисийской дамы Терезы Лоуренсо.
- Жуан I (1385—1433) — великий магистр Ависского ордена.
- Дуарте I (1433—1438)
- Афонсу V (1438—1481)
- Жуан II (1481—1495)
- Мануэл I (1495—1521)
- Жуан III (1521—1557)
- Себастьян I (1557—1578)
- Энрике I (1578—1580)
- Антоний I (1580—1582) — претендент на престол